# Alien: Covenant
Alien: Covenant és una pel·lícula de ciència-ficció de terror del 2017 dirigida i produïda per Ridley Scott, i escrita per John Logan i Dante Harper, a partir d'una història de Michael Verd i Jack Paglen. La pel·lícula és una seqüela de Prometheus (2012), el segon film en les preqüeles d'Alien i la sisena entrega en general en la sèrie de pel·lícules d'Alien, així com la tercera dirigida per Scott. La pel·lícula compta amb les estrelles Michael Fassbender i Katherine Waterston, amb Billy Crudup, Danny McBride i Demian Bichir amb papers secundaris. El film segueix la tripulació d'una nau expeditiva que aterre en un planeta desconegut i fa un descobriment d'allò més aterridor. Aquesta pel·lícula ha estat subtitulada al català, però no doblada.

## Argument
En el pròleg, el magnat dels negocis Peter Weyland parla amb el seu recent activat androide, qui escull el nom "David" després d'observar l'estàtua de David de Miquel Àngel. Weyland diu a David que un dia buscaran el creador de la humanitat junts. David de seguida inquieta a Weyland amb els seus aguts pensaments.
Al 2104, 11 anys després de l'expedició de Prometheus, el vaixell de colonització Covenant és atret pel planeta remot Origae-6, amb dos mil colonitzadors en hibernació i 1,140 embrions humans a bord. La nau la controla Walter, un model d'androide més nou que físicament s'assembla a David. Una explosió estel·lar avaria la nau, assassinant 47 colonitzadors. Walter ordena l'ordinador central de la nau a despertar la tripulació de 14 persones, dintre les quals diverses parelles casades. El capità de la nau, Jake Branson, mor quan la seva cabina d'hibernació deixa de funcionar correctament. Mentre reparen la nau, la tripulació capta una transmissió radiofònica d'una veu humana, provinent d'un planeta proper (viatge de dues setmanes), el qual apareix sorprenentment més habitable que Origae-6 (encara 7 a anys de viatge). Malgrat les protestes de Daniels, vídua de Branson, al·legant que aquest planeta nou "perfecte" és massa bo per ser cert, el nou capità Oram decideix que es desviaran i comprovaran el planeta descobert.
Mentre el pilot Tennessee manté la nau principal Covenant en òrbita, la seva dona Maggie s'emporta una petita nau i aterra al planeta tan similar a la Terra, on un equip d'expedició segueix la senyal de la transmissió captada a la Covenant. Els membres de la tripulació Ledward i Hallett són infectats per espores d'una mena de fong negre. La dona del nou capità, Karine ajuda al cada cop més malalt Ledward on Maggie tanca en quarantena als infectats. Un petit i pàl·lid alien surt de dins Ledward, matant-lo, i llavors també acaba amb Karine. La Maggie intenta matar la criatura amb una escopeta, però provoca una explosió que la mata i destrueix la petita nau. A prop, un altre alien explosiona de la boca de Hallett, matant-lo també.
L'alien ataca a la tripulació restant i mata a Ankor. La tripulació aconsegueix matar una criatura abans que David, qui va sobreviure a Prometheus, espanti la resta, i dirigeixi la tripulació a un temple en una ciutat plena d'humanoides morts. David els explica que la població humanoide del planeta va morir quan la seva nau va deixar anar una arma biològica, un líquid negre; i que la seva companya, Elizabeth Shaw, va morir en un xoc durant el caos en el qual estava el planeta. Els membres de la tripulació intenten contactar la Covenant però unes fortes tempestes els ho impedeixen. Quan un alien s'infiltra en l'estructura i mata Rosenthal, David intenta comunicar-se amb la criatura, i s'enfada molt quan Oram el mata. Oram interroga David, qui revela que els aliens són un resultat del seus experiments amb el líquid negre en un intent de crear una espècie nova. Manipula Oram a ser atacat per un alien en desenvolupament. Un alien més tard surt del pit de l'Oram, matant-lo.
Mentre els altres busquen Oram i Rosenthal, Walter troba el cadàver dissecat de Shaw, que David va utilitzar pels seus experiments amb criatures alienígenes. David els explica que creu que els éssers humans són una espècie moribunda i que no els hauria de ser permès colonitzar la galàxia. Quan Walter discrepa, David l'inhabilita, i amenaça a Daniels. Walter es recupera (sent un model superior capaç de reparar-se a ell mateix) i lluita contra David mentre Daniels escapa. Un dels alíenigenes que estan esperant una víctima per convertir-se en un alien pròpiament dit, ataca el cap de seguretat Lope, però és rescatat pel membre de la tripulació Cole. L'ara plenament crescut alien mataa Cole, mentre Lope escapa i es reuneix amb Daniels. Tennessee arriba en una altra petita nau per extreure Daniels, Lope, i Walter, qui reclama que David ha "expirat". Amb èxit maten l'alien que els perseguia i retornen a la Covenant.
El matí següent, Daniels i Tennessee descobreixen que un altre alien va sortir del pit de Lope, matant-lo, i està lliure en la Covenant. Creix, i mata els membres de la tripulació Ricks i la seva muller Upworth. Els membres de la tripulació restant Tennessee i Daniels atrauen la criatura a la zona de compressió de la Covenant i l'expulsen a l'espai.
La Covenant continua el seu viatge a Origae-6. Mentre Walter ajuda Daniels a hibernar, s'adona de que en realitat és David, però no pot escapar de la seva càpsula abans de caure adormida. David agafa dos embrions que tenia guardats i els col·loca dins l'emmagatzematge fred junt amb els embrions humans. Llavors es fa passar per Walter per enregistrar un vídeo declarant que tots els membres de la tripulació excepte Daniels i Tennessee van morir en l'explosió de neutrins a principis de la pel·lícula i que la nau encara segueix el seu viatge direcció Origae-6.

## Repartiment
- Michael Fassbender com a David 8 i Walter 1, que són androides sintètics; David és un model més antic, que viatjava amb la Prometheus, i Walter és un model més nou que assisteix la tripulació a bord de la Covenant.[4][5][6]
- Katherine Waterston com a Daniels, la cap de l'expedició a camp obert i muller del capità de la nau, Jacob Branson.[7]
- Billy Crudup com a Chris Oram, el segon de bord de la Covenant marit de la Karine. Oram és un home seriós que creu en el seu paper dins la Covenant.[8]
- Danny McBride com a Tennessee Faris, el pilot de la Covenant i el marit de la Maggie .
- Demián Bichir com a Carl Lope, el cap de la seguretat a bord la Covenant i marit de la Sergent Hallett.[9]
- Carmen Ejogo com a Karine Oram, la biòloga de la Covenant i muller d'en Chris.
- Jussie Smollett com a Ricks, l'explorador de la Covenant i marit de la Upworth.
- Callie Hernandez com a Upworth, agent de comunicació de la Covenant i muller d'en Ricks
- Amy Seimetz com Maggie Faris, pilot de la petita nau i la muller de Tennessee.[10]
- Nathaniel Dean com a Hallett, un membre de la unitat de seguretat i el marit d'en Lope .
- Alexander England com a Ankor, un membre de la unitat de seguretat.
- Benjamin Rigby com a Ledward, un membre de la unitat de seguretat.
- Uli Latukefu com a Cole, un membre de la unitat de seguretat.
- Tess Haubrich com a Sarah Rosenthal, una membre de la unitat de seguretat.